# Callixte Mbarushimana
Callixte Mbarushimana (nascido em 24 de julho de 1963 na comuna de Ndusu em Ruhengeri, distrito de Musanze, Ruanda), é um cientista da computação ruandês de origem hutu, ex-funcionário das Nações Unidas (1992-2001). Foi suspeito de ter participado do genocídio dos tutsis em 1994. Em 28 de setembro de 2010, foi indiciado pelo Tribunal Penal Internacional (TPI) em Haia por crimes contra a humanidade e crimes de guerra alegadamente cometidos durante um conflito armado de 2009 no Kivu do Norte e no Kivu do Sul, na República Democrática do Congo, envolvendo as Forças Democráticas pela Libertação de Ruanda (FDLR), das quais é secretário executivo. Foi detido na França em Outubro de 2010 e extraditado para o TPI em 25 de Janeiro de 2011. No entanto, foi libertado quando o TPI concluiu que havia provas insuficientes para processá-lo, regressando a França em 23 de dezembro de 2011, onde goza do estatuto de refugiado político desde 2003, ao mesmo tempo passou a ser objeto de uma investigação judicial aberta em 2010, após uma denúncia de genocídio apresentada pelo Collectif des parties civiles pour le Rwanda em 2008.